# COP 357德林加手槍
COP 357是一款由美国槍械設計師羅伯特·希爾貝里所研制的4管德林加手枪，發射.357 S&W馬格南或火力相對較弱的.38 S&W特種彈這二種子彈。
它是由羅伯特·希爾貝里以他更早期工作時設計的希爾貝里叛亂武器樣槍為藍本所設計的。它是由位於加州托蘭斯西旅遊大道3040號（COP緊湊型休班警務站崗），現已解散的COP股份有限公司所生產。這雙動操作武器的寬度為其他的兩倍左右，遠重於典型.25口徑自動手槍，儘管其相對緊湊的尺寸和強大的子彈是作為一種自衛性武器或一把警用佩槍的一個良好選擇。

## COP 357的結構及操作

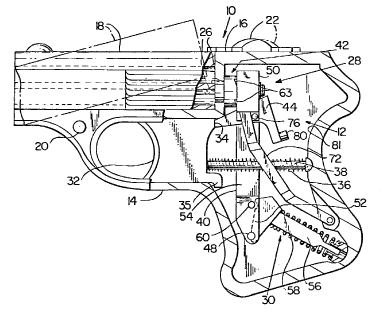
美國專利4407085的設計圖，涵蓋了COP德林加手槍的操作機構。

COP 357的設計和結構相當健壯。它是由堅固的不鏽鋼組成部分所製成。通過滑動式閂鎖，槍管尾部向上擺出，然後子彈便可裝入其四個獨立的膛室，類似膛室向上中折裝填式霰彈槍。四個膛室中的每個都具有其專用的擊針。它使用一個內置式擊錘，在壓下扳機而被激活以後，擊向一個棘輪／旋轉擊針，這反過來使同一時間只撞向一根撞針。老式“胡椒槍”也使用了多根槍管，但槍管的部分可以旋轉。COP 357的操作類似1850年的夏普斯凸緣底火式胡椒槍，它使用的棘輪／旋轉式擊針，這完全是依靠內部機構，順序地擊發每個膛室。
COP 357經常受到兩種投訴，第一是作為佩槍而言實在是過于沉重，第二是急速射擊時的扳機扣力過重，甚至比大多數現代左輪手槍更重。
另外還曾生產過發射.22溫徹斯特馬格南凸緣彈型的小型版本。

## 流行文化
COP 357在許多电影、电视剧、电脑游戏和动画中亦有出現，例如

### 電影
- 1982年—：由里昂·科瓦爾斯基（Leon Kowalski，布里翁·詹姆斯飾演）所使用。
- 1995年—：由浮切（Fouchet，切基·卡尤飾演）在受傷以下作最後掙扎企圖殺死他的俘虜時所使用。
- 2003年—：裝上了珍珠握把，裝填銀子彈，由珀耳塞福涅（Persephone，蒙妮卡·貝露琪飾演）所使用。
- 2011年—：由威爾·薩拉斯（Will Salas，賈斯汀·提姆布萊克飾演）與佛提斯比腕力時所使用。
- 2012年—《龍虎少年隊》：由延科（Jenko，查尼·泰坦飾演）和莫頓·施密特（Morton Schmidt，德雷·戴維斯飾演）所使用。
- 2014年—：由「酷寒戰士」（冬兵）（James Buchanan "Bucky" Barnes／Winter Soldier，賽巴斯汀·斯坦飾演）所使用，其定制大腿槍套中其中一把為COP 357（另一把為Intratec TEC-38德林加手槍）。

### 電視劇
- 1997年—：2007年2月13日第10季第16集（播出順序為第210集）“壞人們”（英語：Bad Guys），由一名卑微保安員詹爾斯·塞朗（Jayem Seran，阿利斯泰爾·阿貝爾飾演）所使用。
- 2004年—：命名為「駿馬」：
  - 2005年8月26日第2季第7集（播出順序為第20集）“家園，下部”，由夏倫·「波妹」·法洛利上尉（Sharon 'Boomer' Valerii，葛瑞絲·朴飾演）和邁耶（Meier，詹姆斯·雷馬爾飾演）所使用。
  - 2008年5月27日第4季第10集（播出順序為第63集）“缺此不可”，由羅莫·拉姆金（Romo Lampkin，馬克·謝潑德飾演）在威脅李·阿達瑪時所使用。

### 電腦遊戲
- 2007年—：命名為「游擊手」（Shortstop），為游戏中的可解鎖武器之一。
- 2009年—《穿越火线》：命名为“COP 357 DERRINGER”。

### 动画
- 2002年—《天使特警》：由琉美艾爾（リュミエール，聲優：平野綾）所使用。
- 2004年—《MONSTER》：由妮娜·弗多拿／安娜·利貝爾（ニナ・フォルトナー／アンナ・リーベルト，聲優：能登麻美子）用作佩槍（英语：Side arm）。

## 資料來源
1. ↑  Original document:US4407085  (A) ― 1983-10-04 （页面存档备份，存于） espacenet
2. ↑  一名英語維基用戶：“我在加利福尼亞州西柯汶納的槍室那個時候親自訂購和出售這些德林加手槍”。（I personally ordered and sold these Derringers at that time at the The Gun Room in West Covina, Calif.）
3. 1 2 3 4  Ahern, Jerry. . Iola, Wisconsin: Gun Digest Books. 2010-10-05: 130–132  [2015-12-02]. ISBN 1-4402-1743-2. （原始内容存档于2017-02-15）.

## 外部連結
- （英文）—COP 357 Derringer
- （英文）—COP .357 Derringer photos
- （英文）—Patent US 4400900, covering the rotating firing pin selector
- （英文）—Leon's Gun: Mother's Defender（页面存档备份，存于）
- （英文）—COP 357 Derringer［Single Shot & Other Pistols］